# Johann Arnold Nering

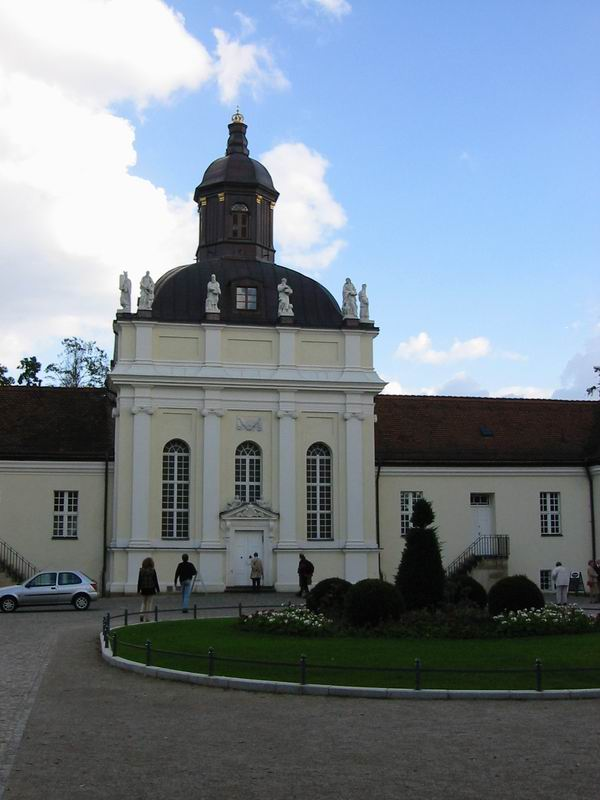
Berlin-Köpenick, kaplica zamkowa

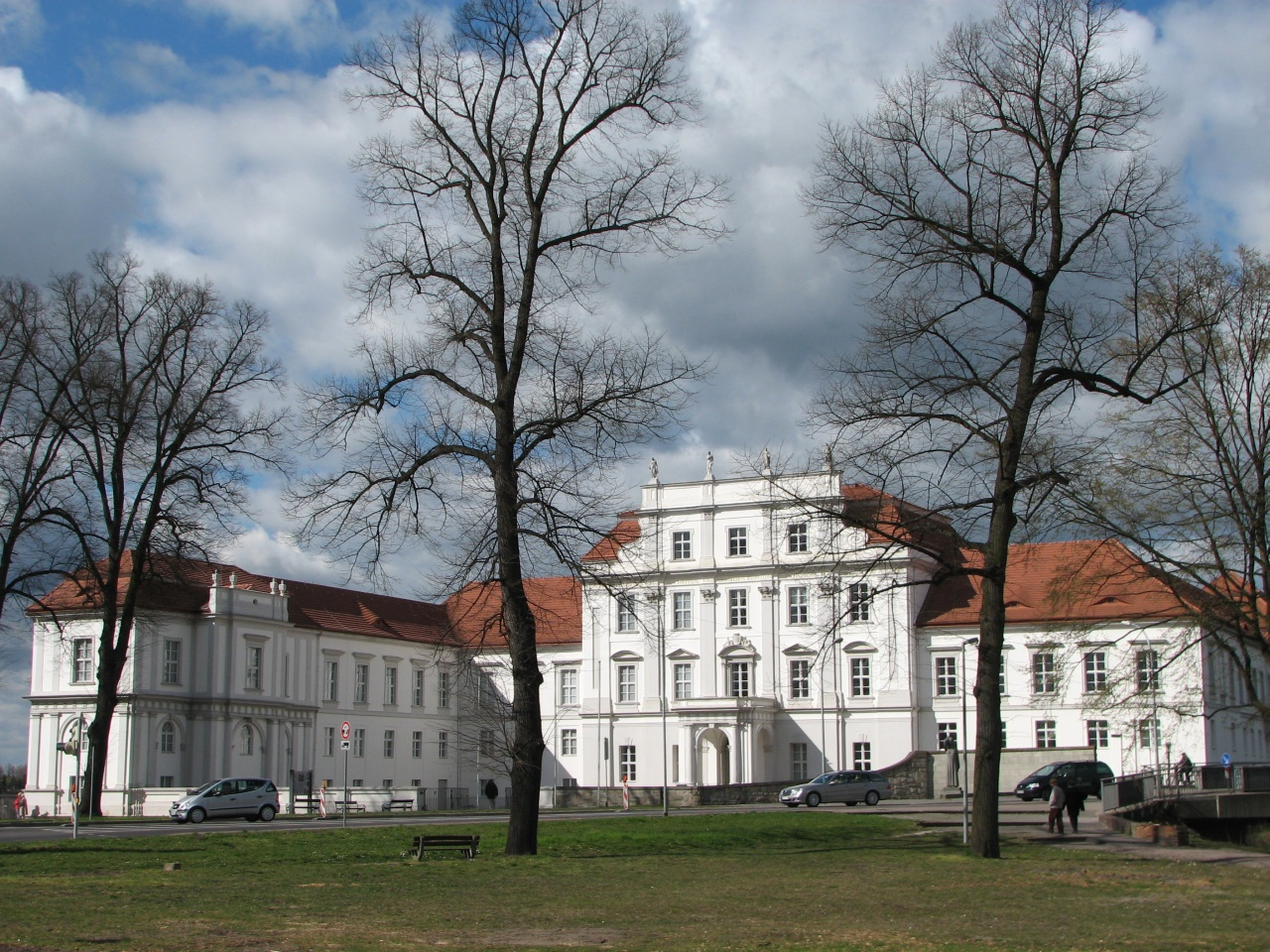
pałac Oranienburg

pałac Charlottenburg

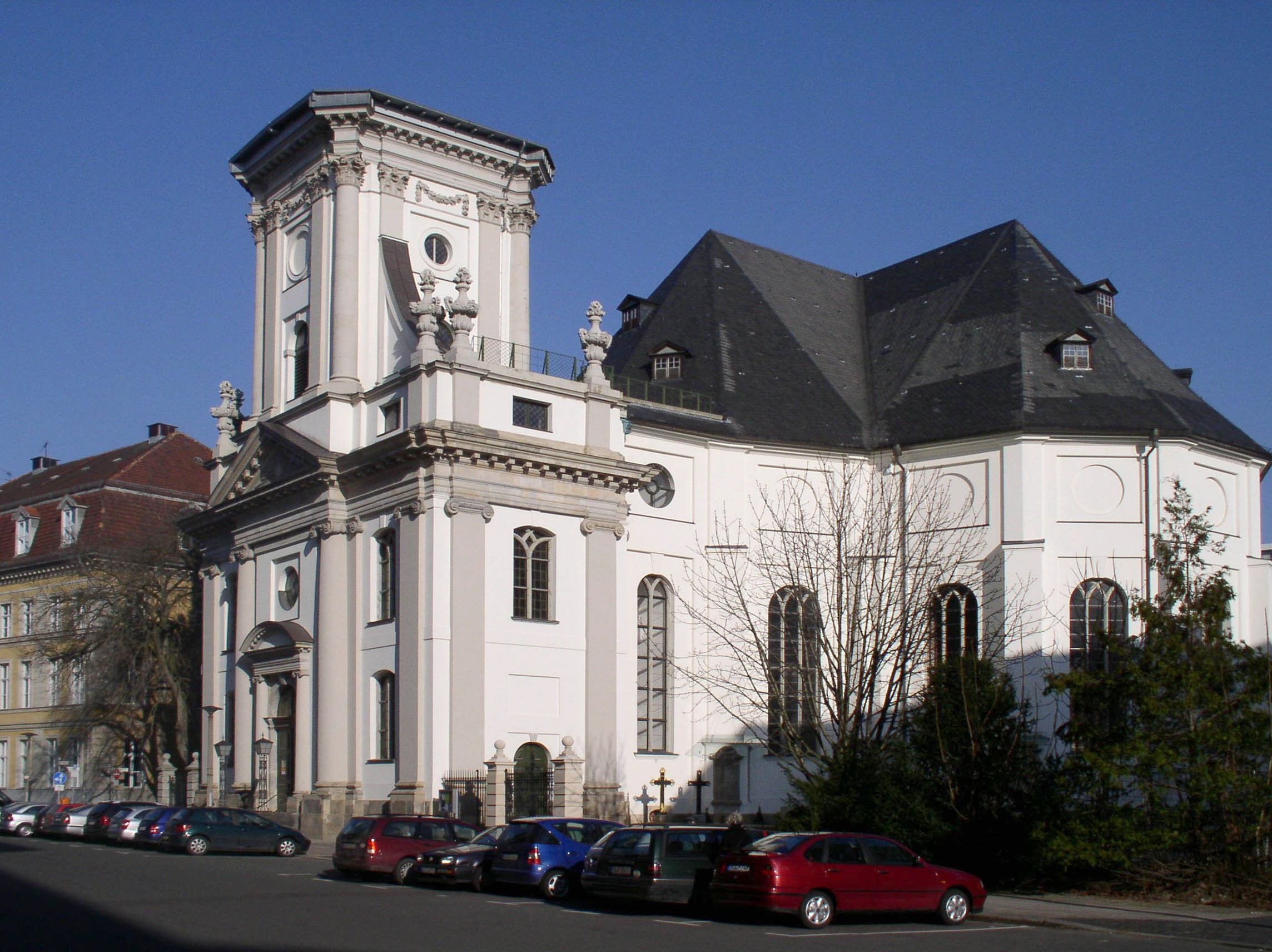
kościół Parafialny w Berlinie

Johann Arnold Nering, także Nehring (ur. 13 stycznia 1659 w Wesel, zm. 21 października 1695 w Berlinie) – niemiecki architekt w służbie Fryderyka Wilhelma I elektora brandenburskiego.

## Życiorys
Niewiele wiadomo na temat lat młodzieńczych Neringa, który najprawdopodobniej pochodził z Holandii, gdzie prawdopodobnie zdobył wykształcenie inżynierskie. W Berlinie od 1675, współpracował z Michaelem Matthiasem Smidsem. W latach 1677–1679 odbył podróże artystyczne, m.in. do Włoch. Tytuł inżyniera uzyskał w 1678, a w 1681 został mianowany głównym inżynierem (niem. Oberingenieur), by w 1685 awansować na dyrektora budowlanego (niem. Baudirektor).
Od 1682 zatrudniony przy budowie pałacu myśliwskiego w Köpenick (1682–1685), gdzie wzniósł bramę, kaplicę i zapewne galerię, był też czynny przy wznoszeniu zamku w Berlinie – według jego projektu wzniesiono apartamenty (1679–1681) oraz Salę Alabastrowa (niem. Alabastersaal) (1681–1685).
Za panowania Wielkiego Elektora – Fryderyka Wilhelma I – w 1684 otrzymał nominację na elektorskiego starszego inżyniera (niem. Oberingenieur) i inżyniera-pułkownika w sztabie generalnym. Za rządów elektora Fryderyka I (od 1701 króla pruskiego jako Fryderyk I) był od 1688 członkiem komisji budującej nowe miasto Friedrichstadt w Berlinie i przypisuje się mu ukształtowanie Linden-Markt, dzisiejszego Gendarmenmarkt.
Po nominacji 9 kwietnia 1691 na elektorskiego naczelnego dyrektora budowlanego (niem. Oberbaudirektor) Nering miał wpływ na najważniejsze budowle wznoszone w Berlinie i okolicach – przebudowę pałacu Oranienburg (1690–1694), Długi Most (niem. Lange Brücke, obecnie Rathausbrücke) (1692–1695), ewangelicko-reformowany kościół Parafialny (niem. Parochialkirche) i Arsenał (niem. Zeughaus) (1695). Zaprojektował letnią rezydencję księżnej Zofii Charlotty – późniejszy pałac Charlottenburg, który po koronacji księżnej na królową (1701), otrzymał jednak bogatsze formy – tzw. Neringhaus. Zaprojektował również pałac myśliwski Friedrichshof pod Królewcem, późniejszy Gross Holstein, na wzór pałacu Schönhausen pod Berlinem i niezachowany kościół reformowany – Burgkirche w Królewcu, wzorowany na Nowym Kościele w Hadze. Z upływem czasu wiele dzieł uległo przebudowie. Pomocnikiem Neringa był od 1691 matematyk i inżynier Johann Heinrich Behr (1647–1717). Na dziełach Neringa wzorowali się współcześni architekci o regionalnym znaczeniu.
Jego imię nosi od 1892 ulica w okolicach zamku Charlotteburg.

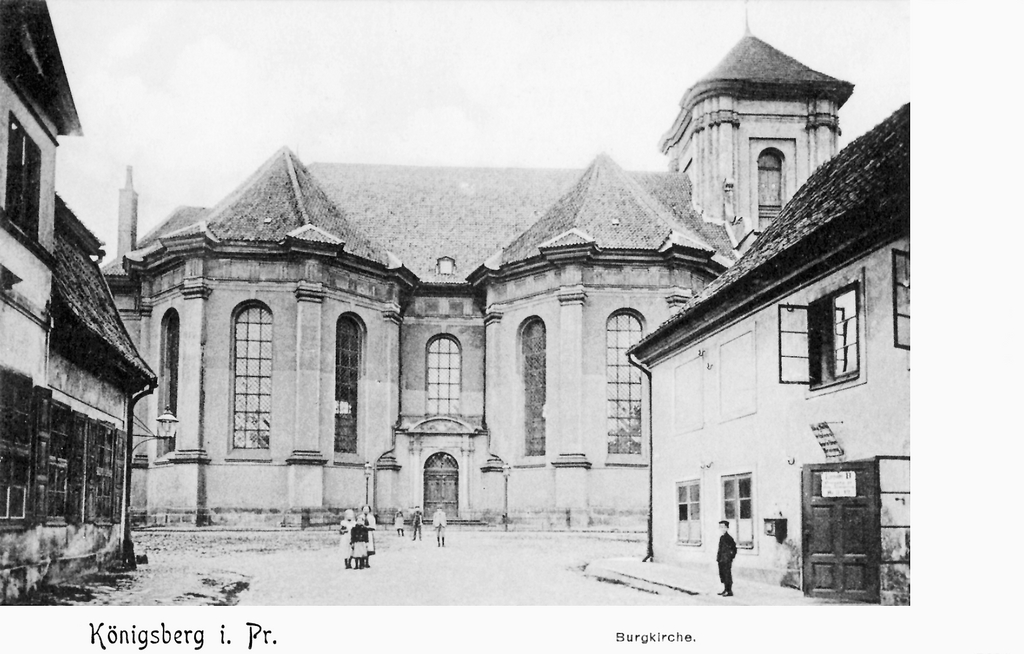
Burgkirche w Królewcu (niezachowany)

## Dzieła
- 1685 – Pommeranzenhaus przy Berliner Lustgarten[2]
- 1685–1687 – nadzór nad budową pałacu Schwedt[2]
- 1687 – Burgkirche w Królewcu[2]
- 1687–1690, 1695 – stajnie w Dorotheenstadt[2]
- 1687–1695 – przebudowa dziedzińca wewnętrznego berlińskiego zamku miejskiego[2]
- 1687 – projekt pałacu Barby[2]
- 1688 – przebudowa Derfflinger Haus przy Molkenmarkt 4 w Berlinie[2]
- 1691 – przebudowa pałacu Niederschönhausen[2]
- 1692–1694 – nowe skrzydło ratusza w Berlinie[2]
- 1692–1695 – przebudowa pałacu Friedrichsthal koło Oranienburga[2]
- od 1693 – pałacyk myśliwski Friedrichshof[2]